# Kordovina
Kordovina este un sat din comuna Pljevlja, Muntenegru. Conform datelor de la recensământul din 2003, localitatea are 48 de locuitori (la recensământul din 1991 erau 73 de locuitori).

## Demografie
În satul Kordovina locuiesc 38 de persoane adulte, iar vârsta medie a populației este de 45,4 de ani (45,2 la bărbați și 45,6 la femei). În localitate sunt 19 gospodării, iar numărul mediu de membri în gospodărie este de 2,53.
Populația localității este foarte eterogenă.
|  |

| Demografie | Demografie | Demografie |
| An         | Locuitori  | Locuitori  |
| ---------- | ---------- | ---------- |
|            |            |            |
|            |            |            |
|            |            |            |
|            |            |            |
| 1948       | 104        |            |
| 1953       | 128        |            |
| 1961       | 145        |            |
| 1971       | 126        |            |
| 1981       | 112        |            |
| 1991       | 73         | 67         |
| 2003       | 48         | 48         |

| \| Componența etnică conform recensământului din 2003[2] \| Componența etnică conform recensământului din 2003[2] \| Componența etnică conform recensământului din 2003[2] \| Componența etnică conform recensământului din 2003[2] \| Componența etnică conform recensământului din 2003[2] \| \| ----------------------------------------------------- \| ----------------------------------------------------- \| ----------------------------------------------------- \| ----------------------------------------------------- \| ----------------------------------------------------- \| \| \| \| \| \| \| \| Sârbi \| Sârbi \| \| 30 \| 62,5% \| \| Muntenegreni \| Muntenegreni \| \| 18 \| 37,5% \| \| necunoscută \| necunoscută \| \| 0 \| 0% \| |              |  |    |       |
| Componența etnică conform recensământului din 2003 |              |  |    |       |
| |              |  |    |       |
| Sârbi | Sârbi        |  | 30 | 62,5% |
| Muntenegreni | Muntenegreni |  | 18 | 37,5% |
| necunoscută | necunoscută  |  | 0  | 0%    |